# Sortplettet bredpande
Sortplettet bredpande (Carterocephalus silvicolus) er en sommerfugl i bredpandefamilien. Den sortplettede bredpande er et forsommerdyr, der kan ses fra sidst i maj til sidst i juni. Tit ses den sammen med rødlig perlemorsommerfugl og nældesommerfugl.

## Udbredelse
Sortplettet bredpande er kommet til Danmark indenfor de sidste 100 år – første eksemplar blev fundet i 1941 i Roden Skov på Lolland. Den findes i dag på Østlolland i lysninger i skove og langs frodige vejrabatter. Siden 1986 er den dog ikke fundet i Roden skov og arten er muligvis i tilbagegang. Udover Danmark findes arten i Norden i Sydnorge, Mellemsverige og østlige Finland. Ellers findes den i Europa i Nordtyskland, Polen og Estland. Den findes desuden i de tempererede dele af Asien helt til Kamchatka.

## Udseende
De to køn af sortplettet bredpande er meget forskellige. Hannen er meget lysere end hunnen og har kun små rester af de markante sorte pletter tilbage på oversiden af vingerne. Hunnen derimod er meget mørkere, som på fotoet, med tydelige sorte markeringer. Vingefanget er omkring 25 – 30 mm for begge køn. Sortplettet bredpande kan forveksles med gulplettet bredpande, der kan minde lidt om hunnen, men denne art findes ikke i Danmark.
- Carterocephalus silvicola ♂

## Livscyklus
Æggene lægges enkeltvis på græsser og klækker efter ca. 2 uger. larven er græsgrøn og kamuflerer sig yderligere ved at spinde et græsblad sammen til et lille rør den kan skjule sig i. Her overvintrer larven til næste år. Om foråret forpupper larven sig. Omkring sidst i maj kommer den voksne sommerfugl frem fra puppen.

## Larvens foderplanter
Sommerfuglelarver er specialiserede til kun at æde nogle få planter. Larver af sortplettet bredpande lever af Stinkende storkenæb, fladstjerne, skræppe, rød hestehov, burre, miliegræs og engrørhvene.